# غرولي (كامبريدجشير)
غرولي (بالإنجليزية: Graveley, Cambridgeshire)‏ هي قرية و أبرشية مدنية تقع في المملكة المتحدة في إنجلترا. يقدر عدد سكانها بـ 223 نسمة .

## أعلام
- توماس ويليام آدامز